# 霍苏尔
霍苏尔（Hosur）是印度泰米尔纳德邦的要邑；經濟上，乃卡納塔克邦首府班加羅爾的衛星城鎮。直至1799年為止，地屬邁索爾王國。2011年，全鎮人口有116,821。

## 氣候
除了熱浪而造成高氣溫，由於地處海拔879公尺之高，終年氣候涼爽。最寒冷的月份是一月，平均氣溫為17.1 °C，而最炎熱的月份則是五月，溫度平均達33.6 °C。雨水來自東北季風與西南季風。